# Ferien wie noch nie (1963)
Ferien wie noch nie ist eine deutsche Liebes- und Kriminalkomödie aus dem Jahr 1963 mit Carlos Thompson und Eva Bartok in den Hauptrollen.

## Handlung
Bankdirektor John Valera ist ein Mann von Welt, ein blendend aussehender Herr vom Scheitel bis zur Sohle. Seiner Geschäfte überdrüssig, lässt er eines Tages alles stehen und liegen, verlässt seine Wirkungsstätte in Berlin und reist inkognito nach Italien, Dort will er die Seele baumeln lassen und Ferien wie noch nie verleben. Als seine Reisekasse immer mehr zu schrumpfen beginnt, ist sich Valera auch nicht zu schade, diverse Jobs anzunehmen und verdient sich seinen Lebensunterhalt als Jazztrompeter, Hausdiener, Chauffeur und Gehilfe einer Diebesbande.
Währenddessen ist man daheim in Berlin in heller Aufregung. John Valera wird des Betrugs in großem Stil bezichtigt, er soll mehrere Millionen DM unterschlagen haben. Dass er das Opfer raffinierter Betrüger wurde, kann er im fernen Italien nicht ahnen. Vielmehr genießt Valera die südliche Sonne und lernt ganz nebenbei mit der mondänen Kristina Bajonova auch noch die Frau seines Herzens kennen. Die Dinge kommen ins Rollen, als Valeras Schwester Gaby nach Italien nachreist. Bald stellt sich heraus, wieso John tatsächlich seine Bank verließ. Er wollte auf diesem Wege die Hintermänner – als Langfinger stellt sich sein Prokurist heraus – des groß angelegten Betruges ausfindig machen, mit denen Kristina, die sich am Ende ebenfalls als mittellos erweist, in Verbindung stand. Als Johns Zukünftige geht sie aus dieser Affäre geläutert hervor.

## Produktionsnotizen
Ferien wie noch nie entstand im Herbst 1962 und passierte die FSK-Prüfung am 5. März 1963. Die Uraufführung fand am 8. März 1963 statt.
Ernst H. Albrecht schuf die Filmbauten, Ingrid Zoré die Kostüme.
Derselbe Stoff wurde bereits 1939 von Herbert Selpin unter dem Titel Ein Mann auf Abwegen mit Hans Albers in der Hauptrolle verfilmt.

## Kritiken
Paimann’s Filmlisten resümierte: „Nach einer Gebrauchsliteratur-Vorlage entstand unter herkömmlicher Regie ein Streifen, den nur die bessere Besetzung von der Legion ähnlicher unterscheidet und … fürs breite Publikum einigermaßen unterhaltend macht.“

„Ein Stückchen Traumfabrik mit vielen bunten Postkartenbildern.“